# Список умерших в 538 году

## Февраль
- 6 февраля — Иоанн Телльский, сирийский миафизитский, нехалкидонитский богослов, один из основоположников Сирийской яковитской церкви.

## Дата смерти неизвестна или требует уточнения
- Викторин из Камерино, святой епископ Камерино.
- Ингунда, первая жена короля франков Хлотаря I.
- Комгалл, король Дал Риады (с 507).
- Мане мак Кербайлл, король Миде (520/523—538).
- Севир Антиохийский, антиохийский патриарх (512—518), основатель северианства.
- Ситта, византийский военачальник.
- Феофил Аданский, христианский священнослужитель, который, по преданию, пошел на сделку с дьяволом дабы получить высокое церковное положение.
- Фридолин Зекингенский, христианский святой.